# 하버드 케네디 스쿨
케네디 공공정책대학원(John F. Kennedy School of Government, HKS)은 미국 하버드 대학교의 공공정책 전문대학원으로 하버드 케네디 스쿨이라고도 불린다.
케네디스쿨에서는 공공정책, 행정학, 국제관계학, 경제학, 정치학 등에 관련된 다양한 학문을 교육, 연구한다. 이 학교는 공공정책, 행정학, 국제관계학 분야의 석사학위와 다양한 박사과정 학위프로그램을 제공한다. 고위직 정부 및 비영리단체 관계자를 위한 최고위 과정도 운영하고 있다.
메인캠퍼스는 미국 매사추세츠주 케임브리지의 케네디길(John F. Kennedy Rd.) 선상에 자리잡고 있다. 주요 학교 건물들은 찰스강을 내려다 보고 있으며, 하버드 야드와 하버드 광장에서는 남쪽에 위치해 있다. 학교터는 이전에 보스턴 지역 지하철 차량기지였고, 케네디 대통령 추모공원과 인접해 있다.
학장은 2004년 취임한 데이빗 엘우드(David T. Ellwood) 교수다. 정치경제학 교수인 엘우드 학장은 클린턴 행정부에서 보건복지부 차관을 역임했다.

## 역사

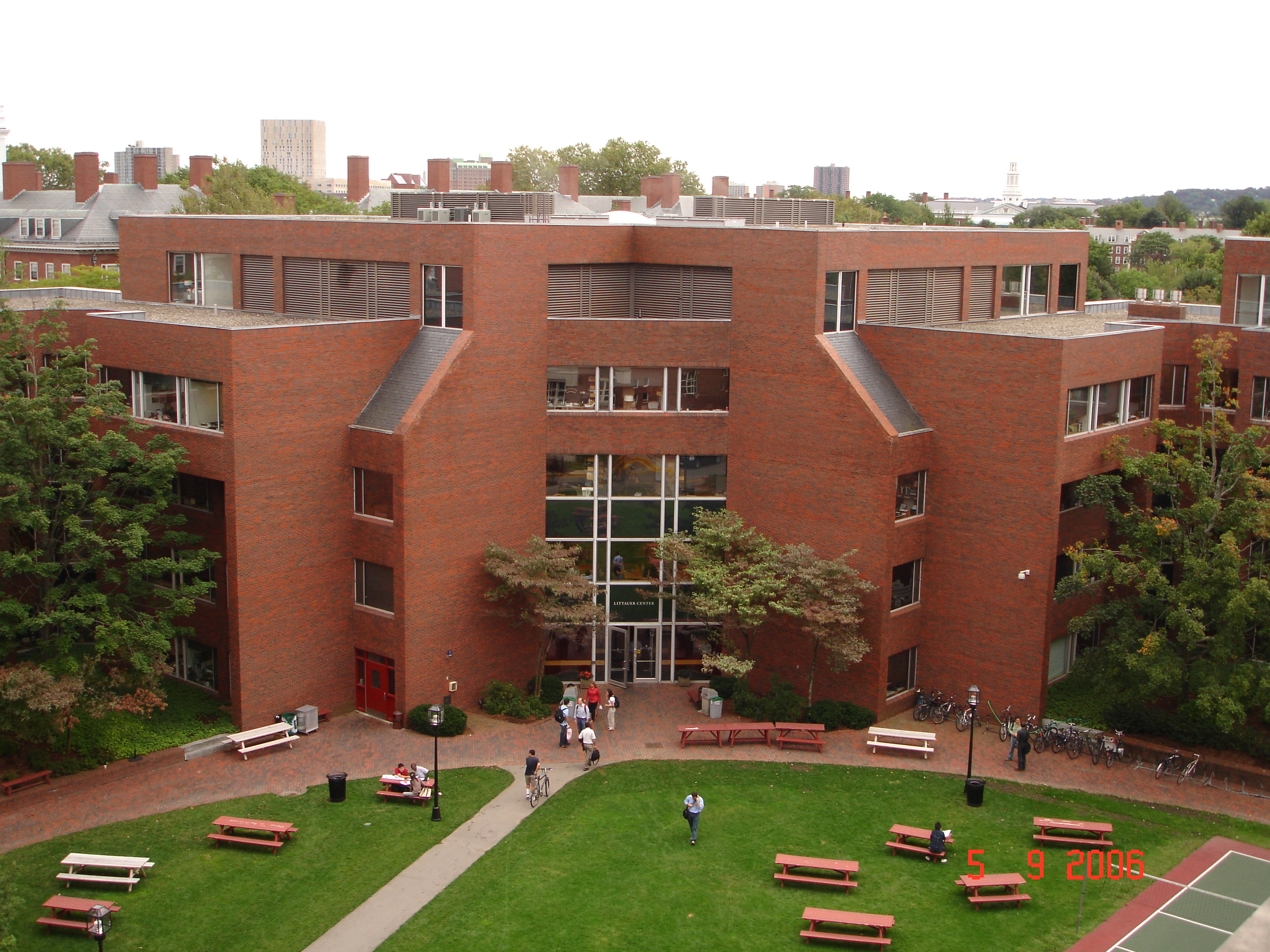
케네디 스쿨 리타우어 건물

### 행정대학원(Graduate School of Public Administration)
케네디 스쿨은 1936년 하버드 학부(Harvard College) 동문이었던 루시우스 리타우어(Lucius N. Littauer)가 기부한 200만달러의 기금을 바탕으로 하버드 행정대학원(Harvard Graduate School of Public Administration)이라는 이름으로 설립됐다. 당시 하버드 정치학과와 경제학과에서 교수진을 충원했고, 1937년 첫 학생을 선발했다.
개교 당시에는 하버드 야드 북쪽의 리타우어 센터에 자리잡았다. 이 오리지널 리타우어 센터는 현재 하버드대 경제학과 건물로 사용되고 있다. 초기에는 "리타우어 펠로우"라는 1년짜리 학위를 제공했는데, 1960년대부터 현재와 같은 커리큘럼과 학위체제를 도입, 운영하고 있다.

### 개명과 이전
1966년 케네디 대통령의 이름을 따 케네디 스쿨로 학교 명칭을 변경했다. 1978년 현 장소로 캠퍼스를 옮기며 리처드 노이스타트(Richard Neustadt), 그래엄 앨리슨(Graham Allison), 리처드 젝하우저(Richard Zeckhauser) 같은 석학들이 현재와 같은 프로그램과 연구소 틀을 갖췄다. 리타우어
부학장을 역임한 노이슈타트 교수는 1966년 케네디 대통령을 기념해 하버드 정치연구소(Institute of Politics) 설립에도 앞장섰다.
1978년 케네디 스쿨 캠퍼스로 이전한 하버드 정치연구소는 하버드 학부생과 대학원생을 대상으로 다양한 강의와 스터디 그룹을 제공하고 있다.

## 참조
1. ↑  “Kennedy School Web site asks what you can do ? The Harvard University Gazette”. 2008년 5월 17일에 원본 문서에서 보존된 문서. 2010년 5월 4일에 확인함.
2. ↑  “Harvard Kennedy School - David Ellwood”. 2014년 8월 19일에 원본 문서에서 보존된 문서. 2010년 5월 4일에 확인함.
3. ↑  “Harvard Kennedy School - History”. 2017년 7월 11일에 원본 문서에서 보존된 문서. 2010년 5월 4일에 확인함.
4. ↑  Kumar, Martha Joynt. "Richard Elliott Neustadt, 1919-2003: a tribute," Presidential Studies Quarterly, Mar. 1, 2004, pg. 1